# 阿倍祖足
阿倍 祖足（あべ の おやたり）は、奈良時代の貴族。官位は従五位下・左京亮。

## 経歴
光仁朝末の宝亀11年（780年）従五位下・左衛士員外佐に叙任される。桓武朝初頭の天応元年（781年）主馬助に遷るが、翌天応2年（782年）駿河守に任ぜられ地方官に転じた。
延暦6年（787年）左京亮として京官に復している。

## 官歴
『続日本紀』による。
- 時期不詳：正六位上
- 宝亀11年（780年） 正月7日：従五位下。9月1日：左衛士員外佐
- 天応元年（781年） 2月16日：河内守。5月25日：主馬助
- 天応2年（782年） 正月16日：駿河守
- 延暦6年（787年） 2月8日：左京亮